# Amaury Keusters
Amaury Keusters (1 oktober 1990) is een Belgisch hockeyer.

## Levensloop
Keusters is actief bij Herakles. Met deze club bereikte hij onder meer in 2017 de play-offs in de Hockey League.
Daarnaast maakte hij tussen 2012 en 2019 deel uit van het Belgisch hockeyteam. Hij verzamelde in totaal 96 caps. Met de nationale ploeg won hij onder meer zilver op het Europees kampioenschap van 2017 in Amstelveen.
Hij is de zoon van Patrick Keusters. Ook zijn broer Anthony en zus Julie zijn actief in het hockey.